# Liste des évêques de Metz

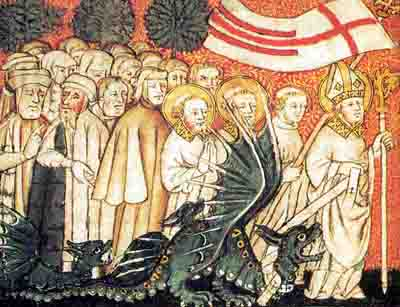
Saint Clément, premier évêque de Metz, conduit le « Graoully » sur les bords de la Seille.

Fondé vers le IIIe siècle, l’évêché de Metz a longtemps été une entité à la fois politiquement puissante et riche. 
Opposé à la bourgeoisie messine puis soumis à l’influence du royaume de France, il va progressivement perdre son poids économique puis son influence politique.
Depuis le XXe siècle l’évêque de Metz a la particularité de ne pas être formellement nommé par le Pape, mais par un pouvoir temporel ; le  concordat en Alsace-Moselle confiant au président de la République française la nomination de l'évêque de Metz et de l’archevêque de Strasbourg.

## Ier–IIIesiècles(légende)
Avant le VIe siècle, la chronologie épiscopale reste très incertaine et parmi les saints évêques des premiers âges de l’église de Metz, nombreux sont ceux sur lesquels on ne dispose d’aucune information historique.
Une tradition ancienne, qu’on peut retrouver dans la Gesta episcoporum Mettensium écrite par Paul Diacre vers 783, fait remonter la fondation du diocèse de Metz aux premiers apôtres :
- Saint Clément aurait été un disciple de saint Pierre, envoyé de Rome avec le prêtre Céleste et le diacre Félix pour évangéliser la région vers l’an 95[2].
- Patient, le quatrième évêque, aurait lui été un parent de l’apôtre Jean[3].

Les légendes qui entourent les premiers évêques de Metz ont été construites entre les Xe et XIVe siècles par les abbayes Saint-Arnould et Saint-Clément, ainsi que par l’abbaye de Gorze et l’évêché. Elles ont pour origine les rivalités de ces diverses institutions religieuses qui cherchaient à asseoir leur légitimité par ces récits. Elles ont été assemblées en un corpus unifié par des chroniqueurs du XVIe siècle comme Philippe de Vigneulles ou le moine augustin Jean Châtelain. 
La remise en cause de ces récits date du XVIIIe siècle. Une chronologie plus récente fixe la date de fondation de l’évêché au IIIe siècle.

## IIIe–Vesiècles
Selon la tradition médiévale, les premiers évêques viennent presque tous de Grèce.
- vers 280-300 : saint Clément de Metz, le 1er évêque de la ville.
- saint Céleste de Metz, 2e évêque
- saint Félix Ier, 3e évêque
- saint Patient de Metz, 4e évêque
- vers 346: saint Victor Ier, 5e évêque.

On trouve ses traces dans les actes (probablement faux) du pseudo-concile de Cologne de 346. Il participa peut être aussi au concile de Sardique en 344.
- saint Victor II, 6e évêque

Son existence est contestée par certains auteurs.
- saint Siméon, 7e évêque

La tradition le dit originaire de Palestine. Ses restes ont été transférés dans l’abbaye Saint-Pierre de Senones au VIIIe siècle par Angilram.
- Sambace, 8e évêque
- saint Ruf ou Ruffus, 9e évêque
- saint Adelphe, 10e évêque
- Firmin, 11e évêque

Il serait né en Grèce.
- saint Légonce, 12e évêque.

Le cartulaire de Saint-Arnoul mentionne l’existence d’un évêque dénommé Valerius qui aurait été tué par les Huns.
- 451 : saint Auctor ou Auteur, ou Aultre, 13e évêque
- saint Expièce, 14e évêque
- saint Urbice, 15e évêque

Il a reçu le titre d’archevêque, il aurait revendu ce titre à Trèves pour résoudre une famine qui touchait le pays messin. Il a été inhumé à Saint-Maximin. Redécouverte en 1516, sa dépouille a été transférée à Saint-Eucaire.
- Bonole, 16e

« peut-être saint »
- saint Térence, 17e évêque

Vers le Xe siècle ses reliques sont transférées à l’abbaye de Neufmoutier (ville de Huy).
- Consolin ou Gosselin, 18e évêque

« peut-être saint » selon la société des Bollandistes.
- 485 : saint Romain, 19e évêque
- - 495, saint Phronine, 20e évêque

Phronime et ses deux successeurs Gramace et Agathimbre pourraient être nobles. L’historicité de saint Phronine a été remise en cause au XVIIIe siècle.
- 495- 512 saint Gramace, 21e évêque

## VIesiècle
- 512 - 525 : saint Agathimbre 22e évêque
- 525 - 542 : saint Hespérius de Metz 23e évêque
- 548 - 568 : saint Villicus, 24e évêque

Il est mentionné par Venance Fortunat qui le rencontra lors de son voyage à Metz, il loue dans ses écrits la piété et l’hospitalité du prélat. On a également conservé les lettres que lui a envoyées l’évêque de Reims.
- vers 580 : saint Pierre II, 25e évêque

On ne connaît de lui qu’une lettre qui lui a été envoyée par un seigneur austrasien.
- Certains auteurs intercalent saint Gondulfe ou Gendulfe[17]. Il était probablement un évêque régionaire ou un chorévêque[18] ou un évêque élu en 590 et mort peu après[19].
- 590-601 : saint Aigulphe, 26e évêque

## VIIesiècle
- 602-610 : saint Arnoald, 27e évêque.
- 610-611 : saint Pappole, 28e évêque.
- 613-628 : saint Arnoul ou Arnould, 29e évêque.
- 629-644 : saint Goëri, 30e évêque.

Surnommé Abbon, il est parfois confondu avec le 31e évêque
- 646 : saint Godon, 31e évêque.
- Vide épiscopal de deux ans.
- 656-696 : saint Chlodulf ou Clou, fils d’Arnoul, 32e évêque.

Certaines chronologies intercalent Landry de Soignies entre Godon et Chlodulf ou Chlodulf et Abbon. Il est possible également qu’il fût évêque régionnaire.
- 696-707 : saint Abbon II (en), 33e évêque.

Une charte d’Hermann de 1090 indique qu’il a créé la paroisse Saint-Jean-Baptiste. Il nous reste de lui une lettre adressée à l’évêque de Cahors Didier. Selon les sources, il pourrait être mort en 700 ou 705.

## VIIIesiècle
À partir de 717 les évêques obtiennent des droits d’immunité sur leurs domaines. En 775 le grand diplôme de Charlemagne soustrait toutes les possessions de l’évêché du contrôle de l’administration royale, donnant naissance au temporel de l’évêché. 
- 707-715 : saint Aptat, 34e évêque.
- 715-716 : saint Félix II 35e évêque.
- 716-741 : saint Sigebaud, 36e évêque.
- 742-766 : saint Chrodegand, 37e évêque.

- Deux années de vacance au trône épiscopal.

- 768-791 : Angilram (ou Angelramme ou Enguerrand), 38e évêque.

Un vide épiscopal se crée à sa mort, qui va durer jusqu’en 816.
Vers 783, à la demande d’Angilram, archichapelain de Charlemagne, Paul Diacre rédige les Gesta episcoporum Mettensium pour narrer l’histoire des évêques de Metz et de la dynastie carolingienne.

## IXesiècle
- 816-822 : saint Gondoul, 39e évêque.
- 823-855 : Drogon, fils naturel de Charlemagne, 40e évêque.

Louis le Pieux, appelle son demi-frère Drogon sur le siège, lequel devient un précieux auxiliaire de la famille impériale ; il soutient son frère dans les moments difficiles, comme lors de la dépossession momentanée du titre impérial, à la suite de la bataille du « champ des mensonges ».
- 858-875 : Advence, 41e évêque.
- 876-882 : Wala, 42e évêque.
- 883-917 : Robert, 43e évêque.

## Xesiècle
- 917-927 : Wigéric, 44e évêque.
- 927-929 : saint (?) Bennon de Metz, 45e évêque († 940)
- 929-954 : Adalbéron Ier ou d’Ardenne, 46e évêque († 962).
- 965-984 : Le « bienheureux » Thierry Ier, 47e évêque.
- 984-1005 : Le « bienheureux » Adalbéron II, 48e évêque, auparavant évêque de Verdun.

## XIesiècle
Vers l’an mil, l’évêché devient une principauté du Saint-Empire romain germanique et le prélat prend le titre de prince-évêque.
- 1006-1047 : Thierry II de Luxembourg, 49e évêque.
- 1047-1072 : Adalbéron III de Metz ou de Luxembourg, 50e évêque.
- 1072-1090 : Hermann, 51e évêque.

Opposé à Henri IV du Saint-Empire, Hermann est déposé en 1085 lors du concile de Mayence. Chassé de son trône épiscopal, il est remplacé par un partisan de l’empereur : Valon, abbé de Saint-Arnould. Chassé par la foule celui-ci démissionne et se retire à l’abbaye de Gorze. Hermann est remis sur son trône par les Messins.
En 1087, Henri IV fait à nouveau chasser Hermann et place à son poste Brunon de Calw. Les Messins attaquent la cathédrale et massacrent la suite du prélat qui parvient à prendre la fuite. Hermann est réintégré une seconde fois en 1088.
Hermann décède le 6 mai 1090. Henri IV fait nommer Burchard, grand prévôt de Trêves, comme évêque mais celui-ci ne pourra pas prendre possession de son siège.
- 1090-1104 : Poppon, 52e évêque.

Frère du comte palatin il est élu par le chapitre de Metz, alors qu’un an auparavant, la mort de l’évêque de Verdun, Thierri avait mis sur le trône épiscopal de cette ville Richer de Briey, qui y était élu par les chanoines. Les deux élections, approuvées par le pape, montrent que les deux cités lorraines avaient commencé à prendre leurs distances avec le pouvoir politique du Saint-Empire romain germanique.
C’est à cette époque que l’on note les premières fondations d’abbayes de chanoines réguliers : deux clercs messins se retirent dans la forêt de Briey et fondent, avec l’accord de la comtesse Mathilde de Luxembourg, une abbaye de chanoines réguliers à Standalmont, qui s’appellera plus tard Saint-Pierremont ; à Toul, une église est consacrée à saint Léon IX, accueille des chanoines du saint Mont (Richemont) et établissent là une abbaye qui officie sous la direction de Séhère, l’auteur du récit des débuts de Chaumousey).

## XIIesiècle
La querelle des Investitures, qui a démarré en 1075 sous le règne de Hermann marque le début du déclin du pouvoir épiscopal. Bertram sépare le temporel du spirituel et accorde à la cité une charte de franchise.
| Portrait | Armoiries | Épiscopat   | Titulaire                                 | Notes |
| -------- | --------- | ----------- | ----------------------------------------- | --- |
|          |           | 1104 à 1115 | Adalbéron IV 53e évêque de Metz           | Il n’a pas été sacré.                                                                                                 |
|          |           | 1115 à 1117 |                                           | Vacance épiscopale.                                                                                                   |
|          |           | 1117 à 1120 | Théoger 54e évêque de Metz                | Il n’a pas été sacré.                                                                                                 |
|          |           | 1121 à 1162 | Étienne de Bar 55e évêque de Metz         | |
|          |           | 1163 à 1171 | Thierry III de Bar 56e évêque de Metz     | Simple diacre, il n’a pas été sacré évêque.                                                                           |
|          |           | 1171 à 1173 | Frédéric de Pluvoise 57e évêque de Metz   | Il n’a pas été sacré.                                                                                                 |
|          |           | 1173 à 1179 | Thierry IV de Lorraine 58e évêque de Metz | Entre 1173 et 1179 Thierry IV et Frédéric de Pluvoise se disputent le trône.                                          |
|          |           | 1180 à 1212 | Bertram 59e évêque de Metz                | Entre 1186 et 1189, il se réfugie à la Basilique Saint-Géréon de Cologne, chassé par l'empereur Frédéric Barberousse. |

## XIIIesiècle
| Portrait | Armoiries | Épiscopat   | Titulaire                                       | Notes                                                                 |
| -------- | --------- | ----------- | ----------------------------------------------- | --------------------------------------------------------------------- |
|          |           | 1212 à 1224 | Conrad de Scharfenberg 60e évêque de Metz       |                                                                       |
|          |           | 1224 à 1238 | Jean Ier d'Apremont 61e évêque de Metz          |                                                                       |
|          |           | 1239 à 1260 | Jacques de Lorraine 62e évêque de Metz          | à qui l’on doit l’élan gothique du chantier de la Cathédrale de Metz. |
|          |           | 1260 à 1263 | Philippe de Florange 63e évêque de Metz         | Thibaut de Porcellets lui dispute le trône.                           |
|          |           | 1264 à 1269 | Guillaume de Traînel 64e évêque de Metz         |                                                                       |
|          |           | 1269 à 1279 | Laurent de Lichtenberg 65e évêque de Metz       |                                                                       |
|          |           | 1280 à 1282 | Jean II de Flandre-Dampierre 66e évêque de Metz | puis prince-évêque de Liège                                           |
|          |           | 1282 à 1296 | Bouchard d’Avesnes 67e évêque de Metz           |                                                                       |
|          |           | 1297 à 1302 | Gérard de Relances 68e évêque de Metz           |                                                                       |

Le chapitre s’était partagé entre Frédéric de Lorraine et Thiébaut de Bar. Ils furent tous deux rejetés par le Pape.

## XIVesiècle
Les évêques s’opposent aux bourgeois messins et doivent se retirer dans leur château de Vic-sur-Seille.
| Portrait    | Armoiries | Épiscopat | Titulaire | Notes |
| ----------- | --- | --- | --- | --- |
|             | | 1302 à 1316 | Renaud de Bar 69e évêque de Metz | |
| 1316 à 1319 | Vacance épiscopale de deux ans. Le chapitre est partagé entre Philippe de Bayon archidiacre de Sarrebourg et Pierre de Sierk archidiacre de Marsal. Le premier est soutenu par le comte Édouard Ier de Bar et le second par le duc Ferry IV de Lorraine. Les deux candidats se rendent en vain à Avignon pour demander la confirmation de leur élection. | Vacance épiscopale de deux ans. Le chapitre est partagé entre Philippe de Bayon archidiacre de Sarrebourg et Pierre de Sierk archidiacre de Marsal. Le premier est soutenu par le comte Édouard Ier de Bar et le second par le duc Ferry IV de Lorraine. Les deux candidats se rendent en vain à Avignon pour demander la confirmation de leur élection. | Vacance épiscopale de deux ans. Le chapitre est partagé entre Philippe de Bayon archidiacre de Sarrebourg et Pierre de Sierk archidiacre de Marsal. Le premier est soutenu par le comte Édouard Ier de Bar et le second par le duc Ferry IV de Lorraine. Les deux candidats se rendent en vain à Avignon pour demander la confirmation de leur élection. | Vacance épiscopale de deux ans. Le chapitre est partagé entre Philippe de Bayon archidiacre de Sarrebourg et Pierre de Sierk archidiacre de Marsal. Le premier est soutenu par le comte Édouard Ier de Bar et le second par le duc Ferry IV de Lorraine. Les deux candidats se rendent en vain à Avignon pour demander la confirmation de leur élection. |
|             | | 1319 à 1325 | Henri de Viennois 70e évêque de Metz | imposé par le pape Jean XXII, il ne sera jamais ordonné. |
|             | | 1325 à 1327 | Louis de Poitiers 71e évêque de Metz | |
|             | | 1327 à 1361 | Aymar Adhémar de La Garde 72e évêque de Metz | |
|             | | 1361 à 1365 | Jean III de Vienne 73e évêque de Metz | devient ensuite évêque de Bâle. |
|             | | 1365 à 1384 | Thierry V Bayer de Boppard 74e évêque de Metz | |
|             | | 1384 à 1387 | Bx Pierre de Luxembourg 75e évêque de Metz | Partisan des papes d’Avignon, Rome lui opposera Thielleman de Bousse qui portera encore le titre d’évêque de Metz dans des actes datés de 1403. |
|             | | 1387 à 1415 | Raoul de Coucy 76e évêque de Metz | petit-fils de Guillaume de Coucy, fut après évêque de Noyon. |

## XVesiècle
| Portrait | Armoiries | Épiscopat   | Titulaire                                     | Notes |
| -------- | --------- | ----------- | --------------------------------------------- | --- |
|          |           | 1415 à 1459 | Conrad II Bayer de Boppard 77e évêque de Metz | |
|          |           | 1459 à 1484 | George Ier de Bade 78e évêque de Metz         | Coadjuteur de son prédécesseur depuis 1457. À la mort de ce dernier, les chanoines de la cathédrale élisent Ulric de Blamont, mais cette élection est refusée par le pape. Il n’a pas été sacré. |
|          |           | 1484 à 1505 | Henri II de Lorraine 79e évêque de Metz       | était avant évêque de Thérouanne. |

## XVIesiècle
Entre 1484 et 1607, l’évêché est tenu par les maisons de Lorraine et de Lorraine-Guise. 
| Portrait | Armoiries | Épiscopat   | Titulaire                                          | Notes |
| -------- | --------- | ----------- | -------------------------------------------------- | --- |
|          |           | 1505 à 1543 | Jean III de Lorraine 80e évêque de Metz            | Conrad de Leyden (?-1530), évêque in partibus de Nicopolis, suffragant au chapitre de Metz, administre le diocèse les trois premières années.                   |
|          |           | 1543 à 1548 | Nicolas de Lorraine 81e évêque de Metz             | également évêque de Verdun, devient ensuite duc de Mercœur. Jean de Lorraine a abandonné l’administration du diocèse à son neveu sans se démettre formellement. |
|          |           | 1548 à 1550 | Jean III de Lorraine 80e évêque de Metz            | |
|          |           | 1550 à 1551 | Charles Ier de Lorraine 82e évêque de Metz         | également cardinal et archevêque de Reims. |
|          |           | 1551 à 1555 | Robert de Lenoncourt 83e évêque de Metz            | |
|          |           | 1555 à 1567 | François Beaucaire de Péguillon 84e évêque de Metz | |
|          |           | 1567 à 1578 | Louis de Guise 85e évêque de Metz                  | |
|          |           | 1578 à 1607 | Charles II de Lorraine 86e évêque de Metz          | également évêque de Strasbourg. Encore enfant lors de sa nomination, le diocèse est administré jusqu’en 1589 par Nicolas Bousmard, évêque de Verdun.            |

## XVIIesiècle
Le traité de Westphalie de 1648 entérine le rattachement de Metz à la France, les évêques qui se succéderont sont des alliés politiques du roi de France. Celui-ci affirme que depuis le traité de Münster, le concordat germanique est caduc et que les évêchés de Metz, Toul et Verdun relèvent désormais du concordat de Bologne qui permet au roi de France de nommer ses évêques. 
Ces nominations ne seront pas reconnues par le pape avant la signature d’un indult personnel le 2 décembre 1664 par Alexandre VII reconnaissant à Louis XIV le droit de nommer les prélats de ces trois évêchés. Clément IX rendra cet indult universel le 23 mars 1668. Entre 1612 et 1671 les évêques ne se rendront pas à Metz.
| Portrait | Armoiries | Épiscopat   | Titulaire                                             | Notes |
| -------- | --------- | ----------- | ----------------------------------------------------- | ----- |
|          |           | 1608 à 1612 | Anne de Peruse d’Escars de Givry 87e évêque de Metz   |       |
|          |           | 1612 à 1652 | Henri de Bourbon-Verneuil 88e évêque de Metz          |       |
|          |           | 1669 à 1697 | Georges d’Aubusson de la Feuillade 89e évêque de Metz |       |

## XVIIIesiècle
| Portrait | Armoiries | Épiscopat   | Titulaire                                              | Notes |
| -------- | --------- | ----------- | ------------------------------------------------------ | --- |
|          |           | 1697 à 1732 | Henri Charles du Cambout de Coislin 90e évêque de Metz | |
|          |           | 1733 à 1760 | Claude de Saint Simon 91e évêque de Metz               | |
|          |           | 1760 à 1802 | Louis-Joseph de Montmorency-Laval 92e évêque de Metz   | Grand aumônier de France, cardinal , évêque réfractaire, il refusera de démissionner lors du concordat de 1802 et se considérera évêque en titre jusqu’à sa mort en 1808. |

## XIXesiècle
| Portrait | Armoiries | Épiscopat   | Titulaire                                   | Notes |
| -------- | --------- | ----------- | ------------------------------------------- | --- |
|          |           | 1802 à 1806 | Pierre-François Bienaymé 93e évêque de Metz | |
|          |           | 1806 à 1823 | Gaspard-André Jauffret 94e évêque de Metz   | entre 1811 et 1815 Claude-Ignace Laurent (1761-1819) est nommé évêque de Metz par Napoléon Ier, Jauffret étant nommé à l’archevêché d’Aix-en-Provence. Ces deux nominations n’ont pas été reconnues par le pape Pie VII. |
|          |           | 1824 à 1842 | Jacques-François Besson 95e évêque de Metz  | |
|          |           | 1843 à 1886 | Paul Dupont des Loges 96e évêque de Metz    | |
|          |           | 1886 à 1899 | François-Louis Fleck 97e évêque de Metz     | |

## XXesiècle
En vertu du concordat en Alsace-Moselle, les évêques de Metz et de Strasbourg sont les seuls à être encore nommés par le gouvernement français.
| Portrait | Armoiries | Épiscopat   | Titulaire                               | Notes                                                                      |
| -------- | --------- | ----------- | --------------------------------------- | -------------------------------------------------------------------------- |
|          |           | 1901 à 1919 | Willibrord Benzler 98e évêque de Metz   | Il doit démissionner lors du retour de la Moselle à la France.             |
|          |           | 1919 à 1937 | Jean-Baptiste Pelt 99e évêque de Metz   |                                                                            |
|          |           | 1938 à 1958 | Joseph-Jean Heintz 100e évêque de Metz  |                                                                            |
|          |           | 1958 à 1987 | Paul-Joseph Schmitt 101e évêque de Metz | Il fut assisté par Gilbert Duchêne comme évêque auxiliaire de 1971 à 1975. |
|          |           | 1987 à 2013 | Pierre Raffin 102e évêque de Metz       |                                                                            |

## XXIesiècle
| Portrait | Armoiries | Épiscopat   | Titulaire                                                           | Notes |
| -------- | --------- | ----------- | ------------------------------------------------------------------- | --- |
|          |           | 2013 à 2021 | Jean-Christophe Lagleize 103e évêque de Metz                        | Evêque de Valence de 2001 à 2013, il est évêque de Metz du 27 septembre 2013 jusqu'à sa démission, agréée par décret du Président de la République, en date du 12 août 2021.                                                                               |
|          |           | 2021 à 2022 | Jean-Pierre Vuillemin Administrateur apostolique du diocèse de Metz | Évêque auxiliaire de Metz du 8 janvier 2019 jusqu'à sa nomination comme évêque du Mans le 3 avril 2023. Il dirige le diocèse de Metz depuis la démission de Jean-Christophe Lagleize jusqu'à l'installation de Philippe Ballot à Metz le 4 septembre 2022. |
|          |           | Depuis 2022 | Philippe Ballot 104e évêque de Metz                                 | Archevêque de Chambéry de 2009 à 2022, il est depuis le 23 juillet 2022, archevêque ad personnam de Metz. |

## Évêques non reconnus par le Saint-Siège
| Portrait | Armoiries | Épiscopat   | Prétendants                  | Notes                                                                                               |
| -------- | --------- | ----------- | ---------------------------- | --------------------------------------------------------------------------------------------------- |
|          |           | 1652 à 1658 | Jules Mazarin                | Sa nomination n’a pas été reconnue par le pape qui déclara Henri de Bourbon démissionnaire en 1659. |
|          |           | 1658 à 1663 | François Egon de Fürstenberg | Sa nomination n’a pas été reconnue par le pape.                                                     |
|          |           | 1663 à 1668 | Guillaume de Fürstenberg     | Sa nomination n’a pas été reconnue par le pape.                                                     |
|          |           | 1792 à 1802 | Nicolas Francin              | Évêque constitutionnel.                                                                             |

## Armoiries du chapitre cathédrale

Blason des évêques de Metz.

Le chapitre cathédrale de Metz portaient : de gueules au dextrochère de carnation vêtu d’azur mouvant d’une nuée d’argent, tenant une épée du même garnie d’or et accostée de deux cailloux aussi d’or. Les pierres rappellent le martyre de Saint-Étienne, lapidé, et la main tenant l’épée celui de Saint-Paul, qui eut la tête tranchée. Ces deux saints sont les saints patrons du diocèse.